# ساموئل پیپس
ساموئل پیپس (به انگلیسی: Samuel Pepys، تلفظ: [peeps]) (زادهٔ ۲۳ فوریه ۱۶۳۳ - درگذشتهٔ ۲۶ مه ۱۷۰۳) که در فارسی بیشتر ساموئل پیپس خوانده می‌شود، وقایع‌نویس انگلیسی بود که از ۱ ژانویهٔ ۱۶۶۰ تا ۳۱ مه ۱۶۶۹ به نگارش تفصیلی وقایعی پرداخت که در طول دوره‌ای تاریخی موسوم به «استرداد سلطنت» روی داد و تصویری جالب توجه از زندگی اجتماعی، درباری و طبقات ادارای و بالای جامعهٔ لندن آن روز ارائه کرده‌است. با این حال این نوشته‌ها تا سدهٔ نوزدهم میلادی به چاپ نرسید و در ۱۸۲۵ منتشر شد.
کتاب خاطرات مفصل پیپس که از ۱۶۶۰ تا ۱۶۶۹ را نوشته بود اولین بار در قرن نوزدهم انتشار یافت و یکی از مهم‌ترین منبع دست اول برای دوره بازگردانی پادشاهی انگلستان محسوب می‌شود. این کتاب مجموعه ای از استفهام فردی وهمچنین وقایع مهمی است که او به چشم دیده و مکتوب نموده‌است. این وقایع از جمله طاعون بزرک لندن، جنگ دوم انگلیس و هلند و آتش‌سوزی بزرگ لندن می‌باشد.

## زندگی‌نامه
ساموئل پیپس در ۱۶۳۳ در لندن زاده شد. پس از اتمام تحصیلاتش در کمبریج به خدمت نیروی دریایی درآمد و دیری نگذشت که در ۱۶۷۲ به مقام دبیری ادارهٔ نیروی دریایی رسید. با این حال او در ۱۶۷۹ به اتهام دست داشتن در «توطئهٔ پاپی» علیه چارلز دوم از سمت خود برکنار و در برج لندن زندانی شد. در ۱۶۸۴ او بار دیگر به مقام خود بازگشت و در همان سال به ریاست جامعه سلطنتی برگزیده شد. با این وجود او بار دیگر و این بار در زمان وقوع انقلاب باشکوه از کارش برکنار کردید.
کتاب خاطرات مفصل پیپس که از ۱۶۶۰ تا ۱۶۶۹ را نوشته بود اولین بار در قرن نوزدهم انتشار یافت و یکی از مهم‌ترین منابع دست اول برای دوره بازگردانی پادشاهی انگلستان محسوب می‌شود. این کتاب مجموعه ای از استفهام فردی وهمچنین وقایع مهمی است که او به چشم دیده و مکتوب نموده‌است. این وقایع از جمله طاعون بزرک لندن، جنگ دوم انگلیس و هلند و آتش‌سوزی بزرگ لندن می با شد..
مجموعه خاطرات نوشته شدهٔ ساموئل پیپس از ۱ ژانویهٔ ۱۶۶۰ تا ۳۱ مه ۱۶۶۹ که همسرش درگذشت و خودش نیز دچار ضعف بینایی شد از شهرت بسیاری برخوردار است و از آنجا که زندگی شخصی نویسنده و وقایع عصر او همچون طاعون بزرگ لندن (۱۶۶۵–۶) و آتش‌سوزی بزرگ لندن (۱۶۶۶) را با جزئیات فراوان به نمایش می‌گذارد مورد توجه قرار دارد. همچنین از نوشته‌های او چنین بر می‌آید که ساموئل پیپس با بسیاری از بزرگان عصر خود همچون سر کریستوفر رن و آیزاک نیوتن نیز آشنا بوده‌است.
پیپس معمولاً نوشته‌هایش را با این جمله به پایان می‌برد که «و اینک به رختخواب می‌شوم» و امروزه نیز مردم گاه این جمله را به‌صورت طنز به‌کار می‌برند. او همچنین نوشته‌هایی به رمز در ارتباط با ورود ناوگان هلند به انگلستان در دومین جنگ هلند و انگلستان دارد که در ۱۸۲۵ رمزگشایی شد.
ساموئل پیپس در ۲۶ مه ۱۷۰۳ درگذشت و دفتر خاطرات روزانهٔ او در ۱۸۲۵ به چاپ رسید.